# Lincoln LS
La Lincoln LS è un'autovettura mid-size di lusso prodotta dalla casa automobilistica statunitense Lincoln dal 2000 al 2006. È stata offerta solo in versione berlina quattro porte.

## Storia

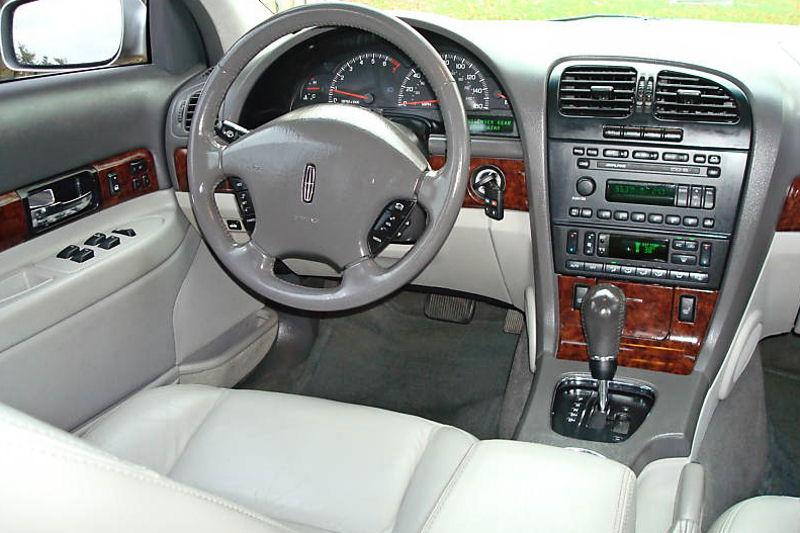
Gli interni di una Lincoln LS del 2002

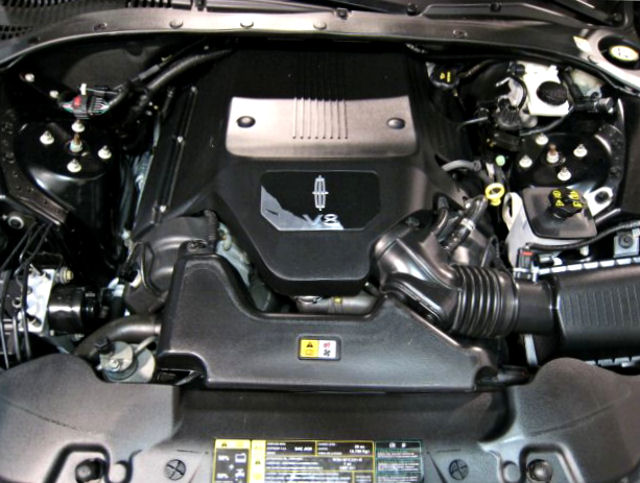
Il motore V8 di una Lincoln LS del 2006

Il modello, che fu la prima berlina sportiva a trazione posteriore prodotta dalla Lincoln, era basato sul pianale DEW98 della Ford e venne introdotto nel 1999 per il model year 2000. Questa piattaforma era condivisa con la Jaguar S-Type e con la Ford Thunderbird. Insieme al citato modello Jaguar, la LS fu il primo modello lussuoso ad essere commercializzato alla base dell'offerta della Ford di questo tipo di veicoli, dopo l'uscita di scena della Merkur Scorpio e della Merkur XR4Ti, che vennero prodotte fino al 1989. Rispetto però alla S-Type, la LS era caratterizzata da tratti distintivi nella linea e nell'equipaggiamento. Ciò che era invece comune era, ad esempio, la linea del cruscotto ed il tipo di strumenti presenti in esso. Inoltre, l'abitacolo dei due modelli era caratterizzato dalla presenza di inserti in legno e dall'uso di pelle nei rivestimenti. Nell'equipaggiamento offerto di serie erano compresi gli alzacristalli elettrici, la chiusura centralizzata, l'apertura delle portiere senza chiave, gli specchietti retrovisori riscaldati e regolabili elettricamente, i fanali anteriori ad accensione automatica, il climatizzatore automatico, il cruise control e l'autoradio con riproduttore di cassette. Tra le opzioni erano invece presenti il caricatore di CD ed il tettuccio apribile elettricamente. La Lincoln LS fu premiata nel 2000 Motor Trend Car of the Year.
La LS fu pensata per essere un'alternativa alle berline europee d'alta gamma. La vettura, infatti, era indirizzata verso una clientela giovane che in genere non acquistava vetture Lincoln e preferiva invece comprare modelli BMW o Mercedes-Benz.
Le due versioni della LS vennero inizialmente denominate LS6 e LS8 a seconda del motore installato. La Toyota minacciò una denuncia per violazione dei diritti sul nome "LS", dato che nella propria gamma esisteva una vettura dalla denominazione identica, la Lexus LS. Come risposta, la Ford minacciò un'analoga azione legale contro la Toyota per il nome della concept car Toyota T150, che era troppo simile a quello della Ford F-150.  A questo punto, per evitare strascichi giudiziari, la Ford decise di rinominare le due versioni della LS con i nomi "LS V6" e "LS V8". La Toyota, nel contempo, rinominò il proprio modello Toyota Tundra. Nel 2005 la versione "LS V6" fu eliminata. Il modello, quindi, salì complessivamente di livello, dato che dall'anno citato l'unico allestimento disponibile era il "LS V8". Nel 2002 fu invece lanciato sui mercati l'allestimento LSE, che prevedeva un equipaggiamento speciale. La LS fu oggetto del primo ed unico facelift nel 2003. Nell'occasione vennero aggiornati l'equipaggiamento, la linea e la meccanica.

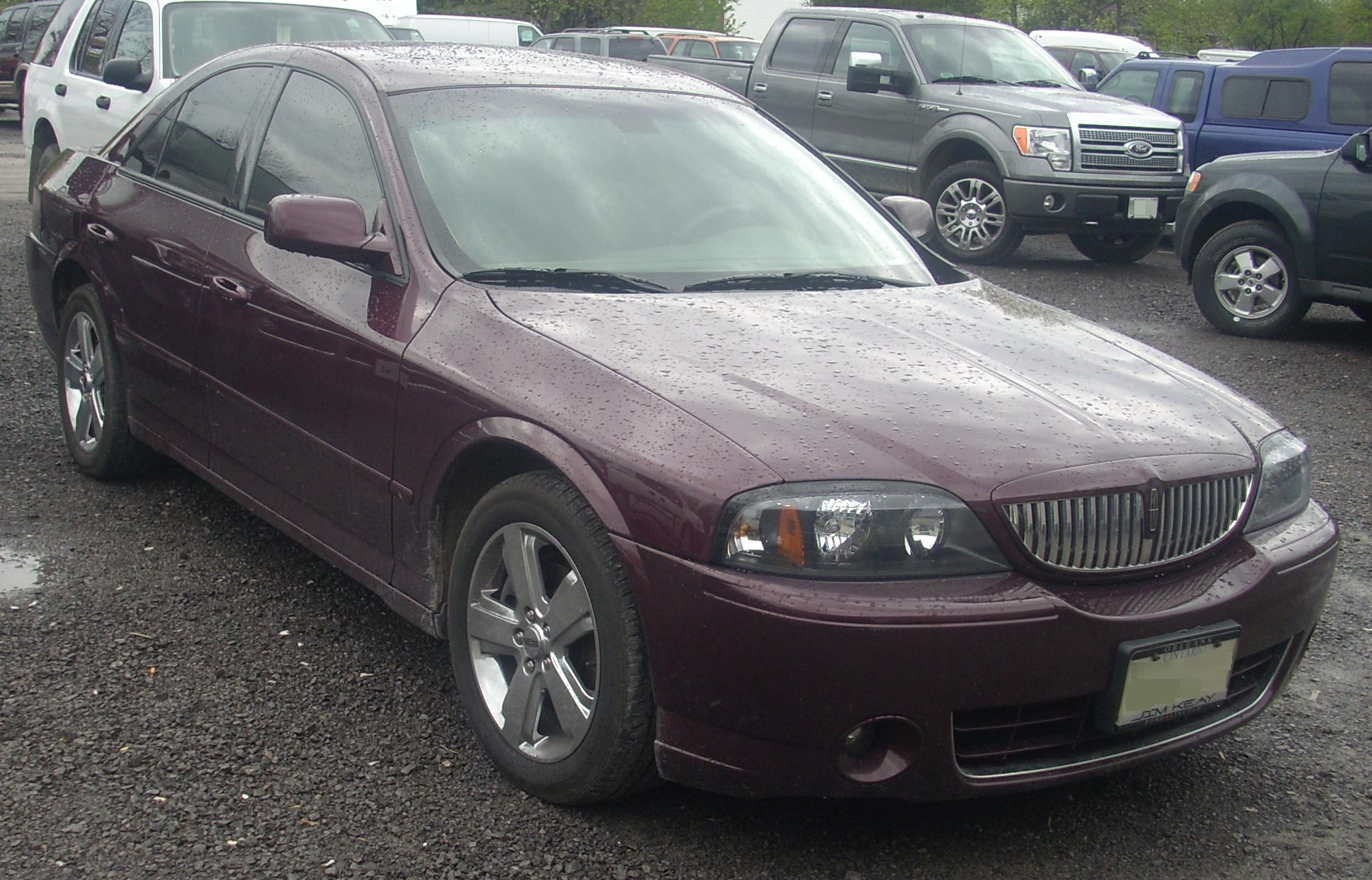
LS Restyling

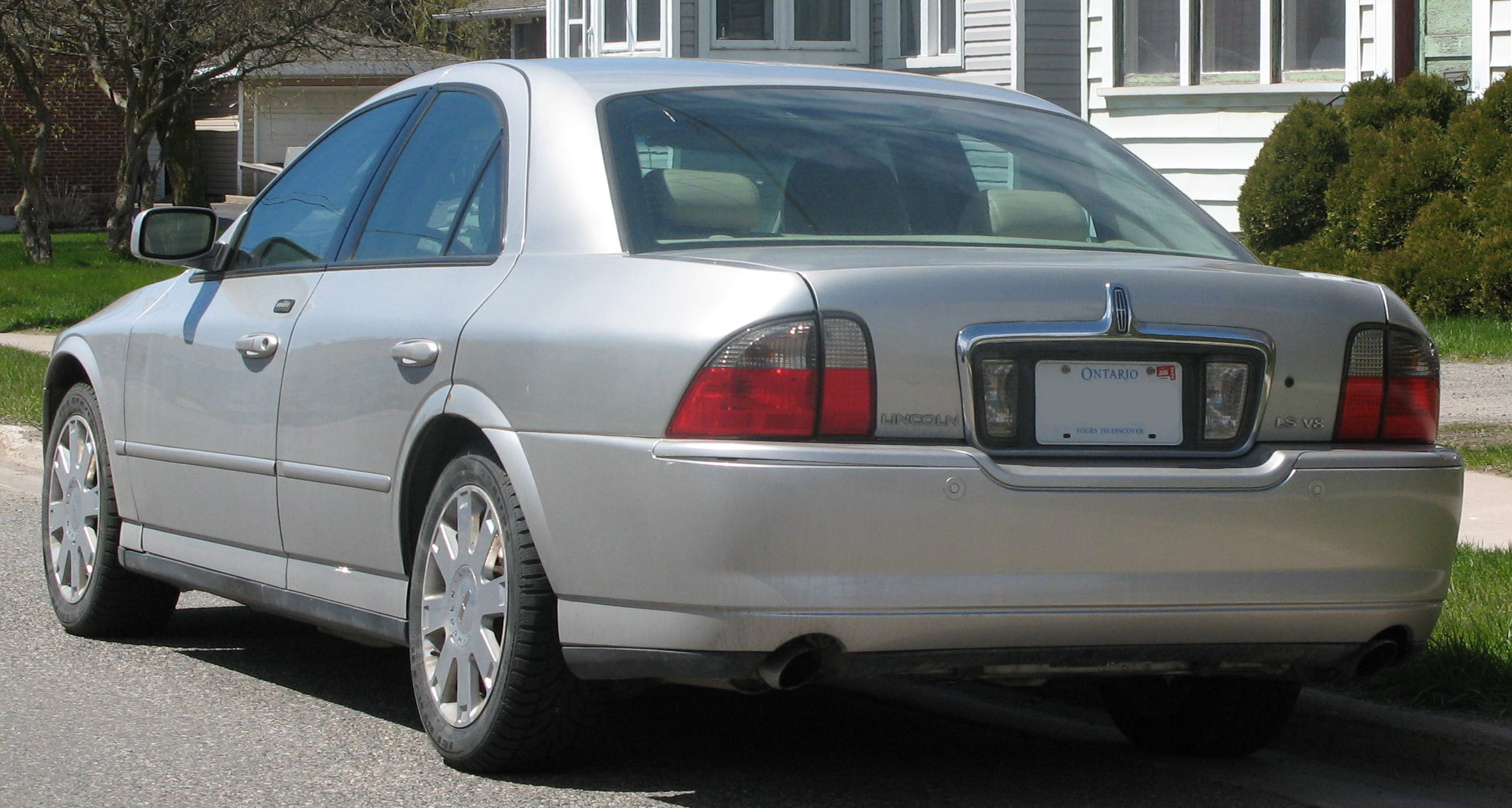
Retro LS Restyling

La LS fu offerta con due tipi di motore. Uno era un V6 da 2.967 cm³ di cilindrata che era una variante del propulsore Ford Duratec , mentre l'altro era un V8 da 3.934 cm³ che derivava invece dal motore Jaguar AJ-26. Il propulsore era montato anteriormente. La LS fu la prima Lincoln dalla Cosmopolitan del 1951 ad offrire un cambio manuale opzionale. Questa trasmissione manuale era a cinque rapporti. Essa fu però disponibile solo con il propulsore V6 dato che non era in grado di sostenere la più alta coppia del motore V8. La trasmissione offerta invece di serie era un cambio automatico a cinque rapporti.
Inoltre, la LS aveva una distribuzione del peso del 50/50. Le sospensioni erano indipendenti ed a quadrilateri. L'ABS era offerto di serie, mentre il controllo della trazione era disponibile tra le opzioni. Molti componenti delle sospensioni e della carrozzeria erano fabbricati in alluminio per contenere il peso.
La Lincoln LS ricevette punteggi molto alti riguardo alla sicurezza. Più precisamente, l'Insurance Institute for Highway Safety diede il punteggio più elevato in riferimento agli impatti frontali, mentre il National Highway Traffic Safety Administration riconobbe la votazione più alta per gli impatti laterali e per la tendenza al ribaltamento.
Durante delle prove effettuate dalle riviste Motor Trend e Car and Driver vennero registrate un'accelerazione da 0 a 97 km/h di meno di 7 secondi per la LS con motore V8, ed un'accelerazione di due secondi più lenta di quella citata per la versione con propulsore V6.
La produzione della LS terminò il 3 aprile 2006. Tutte le LS vennero assemblate a Wixom, nel Michigan. Questo sito produttivo fu poi chiuso nel 2007. In totale, per il mercato statunitense, di LS ne vennero assemblati 245.552 esemplari. Di questi, solo 2.331 erano dotati di motore V6 e cambio manuale.

## Gli esemplari prodotti
| Anno | Vendite negli Stati Uniti |
| ---- | ------------------------- |
| 1999 | 26.368                    |
| 2000 | 51.039                    |
| 2001 | 39.787                    |
| 2002 | 39.775                    |
| 2003 | 33.581                    |
| 2004 | 27.066                    |
| 2005 | 19.109                    |
| 2006 | 8.797                     |